# Thomas Zweifel
Thomas Zweifel (* in Kitzingen; † 24. Mai 1540 in Rothenburg ob der Tauber) war ein Rats- und Stadtschreiber sowie Syndikus der Reichsstadt Rothenburg. Zweifel veröffentlichte das „buch des bewrischen uffrur“ als chronikalische Niederschrift der Ereignisse des Deutschen Bauernkriegs in Rothenburg und der Umgebung.

## Leben
Thomas Zweifel wurde im 15. Jahrhundert in der Stadt Kitzingen geboren. Die Siedlung war seit dem Jahr 1443 in den Händen der Markgrafen von Brandenburg-Ansbach und neigte früh der protestantischen Konfession zu. Über die Familie Zweifels ist kaum etwas bekannt. Wahrscheinlich gehörte sie nicht zu den ratsfähigen Geschlechtern Kitzingens und blieb, wie Thomas Zweifel selbst, dem katholischen Glauben treu. Mit Hans Zweifel tauchte 1495 vielleicht ein Verwandter Zweifels im Steuerbuch der Stadt Kitzingen auf. Erstmals urkundlich erwähnt wird Thomas Zweifel im Frühjahr 1507. Am 2. März 1507 wurde er als Gehilfe und Stellvertreter des ebenfalls aus Kitzingen stammenden Stadtschreibers Hans Besserer von Rothenburg ob der Tauber erwähnt. Die Reichsstadt Rothenburg mit ihrem großen Landgebiet sollte in den kommenden Jahren der Hauptwirkungsort Zweifels werden.
So leistete er am 22. Juli 1508 in Rothenburg den Bürgereid und stieg damit zu einem Teil der Stadtgesellschaft auf. Am 1. Juni 1509 gab Hans Besserer den Dienst in Rothenburg auf, übernahm Zweifel das Amt zunächst in Vertretung. Die Gründe für die Entscheidung Besserers sind unklar, hängen aber eventuell mit einem Erbfall zusammen oder gehen auf die zu geringe Bezahlung in Rothenburg zurück. Bis 1511 war Zweifel als „unnderschreiber und diener“ oder „verweser unseres stattschreyber amptz“ tätig. Am 1. Mai 1511 wurde Thomas Zweifel endgültig zum Rothenburger Stadtschreiber ernannt, wobei der erste Bestallungsvertrag auf vier Jahre datierte. Als Stadtschreiber stand er der städtischen Administration vor und vertrat zugleich als Syndikus die Stadt bei Rechtsstreitigkeiten.
Eventuell setzt diese Doppeltätigkeit eine Ausbildung zum Notar voraus. Hierfür spricht, dass sich Zweifel im Jahr 1510 auf eine Stelle als Notar in Augsburg bewarb. Gesichert ist, dass Zweifel nie ein Rechtsstudium absolvierte, so verwahrte er sich 1525 gegen einen Auftrag des Rates, indem er darauf hinwies, dass hierfür ein „hochgelehrter“ Akademiker zu Rate zu ziehen sei. Trotz mehrerer Konflikte zwischen dem Ratsschreiber und den gewählten Räten schlug sich Zweifel während des Deutschen Bauernkriegs nicht auf die Seite der Aufständischen. Allerdings blieb er auch in seinem Amt, als die Bauern die Politik der Stadt kontrollierten. Nach dem Krieg soll er an den sogenannten Denunziationslisten mitgearbeitet haben, durch die mehrere Einwohner Rothenburgs hingerichtet wurden. Thomas Zweifel starb am 24. Mai 1540 in Rothenburg.

## Ehen und Familie
Der Stadtschreiber heiratete in erster Ehe die aus der Rothenburger Oberschicht stammende Apollonia Trüb. Aus dieser Verbindung gingen fünf Kinder, zwei Söhne und drei Töchter, hervor. Um 1522 heiratete er nach dem Tod der ersten Frau erneut. Die zweite Ehefrau Katharina Hornburg gehörte einer Familie an, die sich bereits in der Zeit der staufischen Stadtgründung Rothenburgs in den Quellen finden lässt. Mit der dritten Ehe stieg er endgültig ins städtische Patriziat auf: Barbara Kumpf war die Schwester des Bürgermeisters Ehrenfried Kumpf, der die lutherische Lehre in der Reichsstadt verbreitet hatte. Im Zuge der Hochzeit gelang es der Familie auch, ein Haus in der heutigen Herrengasse im Stadtzentrum zu beziehen. Ein viertes Mal heiratete Zweifel Anna Berler, die ebenfalls der Rothenburger bzw. Hällischen Ministerialität entstammte.

Kinder aus 1. Ehe
- Katharina Zweifel, verheiratete Deener
- Lucia Zweifel (gen. 1525), verheiratete Crafft
- Apollonia Zweifel
- Heinrich Zweifel (gen. 1537, 1540, 1541), Schulmeister zu St. Jakob, Rothenburg
- Christoph Zweifel (gen. 1537), Student

Kind aus 3. Ehe 
- Hans (Johann) Zweifel (gen. 1549), Stipendiat der Hieronymus Kumpff’schen Stiftung, Ratsherr von Rothenburg

## Das „buch des bewrischen uffrur“
Als Zweifels Hauptwerk gilt das „buch des bewrischen uffrur“. Es entstand als Chronik des Bauernkriegs und basiert vor allem auf einer Kompilation von Originaldokumenten, die über interpretierende und erzählende Texte miteinander verbunden werden. Der Text geht auf die Jahre zwischen 1525 und 1529 zurück und wurde nicht vor dem Sommer 1529 handschriftlich abgeschlossen. Zweifel wurde für die Anfertigung mit zusätzlichen 100 Gulden entlohnt und sollte die Chronik vor dem versammelten Rat vortragen. Damit gelten die Ratsmitglieder bzw. die städtische Oberschicht als Hauptrezipienten des Textes. Die Quellenauswahl trägt dieser Tatsache Rechnung. Seit dem 17. Jahrhundert wurden mehrere Abschriften des Textes angefertigt, letztmals wurde der Text 1878 von Franz-Ludwig Baumann herausgegeben. Die Chronik verweist auf die komplizierte innenpolitische Lage in der Stadt, die sich nach Niederschlagung der Aufstände weiter zuspitzte und vor allem zu persönlichen Verwerfungen innerhalb der städtischen Oberschicht führten.
So versuchte Adam von Thüngen mit einer Fehde die Reichsstadt zu schwächen, die Markgrafen von Brandenburg forderten Entschädigung für den Bruch eines Hilfeabkommens und die Herren von Rosenberg und Hohenlohe forderten Schadensersatz für ihre Güter in Schillingsfürst und Haltenbergstetten. Über den Text gelang es den Verantwortlichen auf Rothenburger Seite nachzuweisen, dass sie keine Mitverantwortung für die Aufstände hatten und auch nicht für eine Verbrüderung mit den Bauern verantwortlich gemacht werden können. Außerdem konnten sie die These widerlegen, dass die Aufstände in ihrem Gebiet ihren Anfang genommen hatten. Allerdings differenzierte Zweifel den Inhalt weiter aus, um auch die durch die nach dem Bauernkrieg einsetzende Emigration aus der Stadt zu befrieden, die zu Streitigkeiten zwischen verschiedenen Familien beigetragen hatten.

## Ausgabe
- Franz Ludwig von Baumann: Quellen zur Geschichte des Bauernkriegs aus Rothenburg a.d.T. I. Rothenburg a.d.T. im Bauernkrieg von Thomas Zweifel, Stadtschreiber zu Rothenburg. II. Aus der Rothenburger Chronik des Michael Eisenhart (= Bibliothek des Literarischen Vereins in Stuttgart Bd. 139). Tübingen 1878.